# Renélys
Renélys, né René Lachartre le 27 janvier 1913 à Sétif en Algérie et mort le 5 septembre 1991 à Poitiers, est un illusionniste français.

## Biographie
Le nom de scène Renélys est composé de René, son prénom, et Lys, du nom du cirque du Lys de la commune de Cauterets.
Renélys est un des spécialistes de la magie rapprochée (close up) et des techniques d'illusionnisme développées par Robert-Houdin et Dai Vernon. Sa profession d'illusionniste le conduit à développer un esprit critique.
En 1958, il découvre à Paris le jeune Dominique Duvivier et l'initie à l'illusionnisme.
Dans les années 1970, on voit Renélys à Paris, dans les quartiers de Bonne-Nouvelle, de l'Opéra et du Montparnasse, et dans le Sud de la France, à Marseille ainsi qu'à Cauterets.
Renélys est citoyen d'honneur de Cauterets et membre de l'Association française des artistes prestidigitateurs et de l'International Brotherhood of Magicians (French Ring) .
En 1980, il fonde le Collège des artistes magiciens du Poitou (CAMP), filiale de la Fédération française des artistes prestidigitateurs (FFAP).

## Épitaphe
Inscription sur sa tombe : « Les Magiciens Hommes aux mille mains je forme des vœux pour que votre art se lègue parce qu’il s’adresse à ce que le monde conserve en lui de meilleur : l’enfance. »

## Publications
- Renélys, Cartes et illusions (s. d.).
- Renélys, Un art magnifique : l'illusion, Paris, (s. d.).